# Saison 1996 de la WTA
Vainqueurs des tournois majeurs
Résultats des tournois de tennis organisés par la WTA en 1996.

## Résumé de la saison
Si Monica Seles entame la saison 1996 de la Women's Tennis Association (WTA) par un succès à l'Open d'Australie face à Anke Huber en finale, la suite de sa saison se révèle plus difficile. Ses relatives contre-performances confirment rapidement qu'elle n'est plus la championne d'avant son agression.
Steffi Graf, à l'inverse, réalise un nouveau petit Chelem et ajoute quatre autres tournois WTA à son palmarès. Pour la dernière fois de sa carrière, elle finit l'année numéro un mondiale. 
Battue à sept occasions en finale, Arantxa Sánchez, s'impose deux fois sur terre battue. Lindsay Davenport, en constant progrès, décroche la médaille d'or aux Jeux olympiques d'Atlanta. 
Jana Novotná remporte quatre titres prestigieux. Anke Huber et Ruxandra Dragomir en gagnent trois chacune, moins côtés.
À l'automne, Martina Hingis (seize ans) soulève ses deux premiers trophées ; finaliste aux Masters, elle prend ses marques en attendant 1997. 
Après deux ans de résultats décevants, enfin, Gabriela Sabatini  officialise sa retraite sportive en octobre.
En double, huit joueuses différentes se partagent les quatre Majeurs. 

## Organisation de la saison
Indépendamment des 4 tournois du Grand Chelem (organisés par l'ITF), la saison 1996 de la WTA se compose des tournois suivants :
- les tournois Tier I (7),
- les tournois Tier II (16),
- les tournois Tier III, Tier IV, Tier V (22)
- le tournoi des Jeux Olympiques d'Atlanta
- Les Masters de fin de saison

La saison 1996 compte donc 51 tournois.
À ce calendrier s'ajoute aussi l'épreuve par équipes nationales : la Fed Cup.

## Palmarès

### Simple
| No | Date       | Nom et lieu du tournoi                      | Catégorie     | Dotation    | Surface         | Vainqueure        | Finaliste           | Score                   |         |
| -- | ---------- | ------------------------------------------- | ------------- | ----------- | --------------- | ----------------- | ------------------- | ----------------------- | ------- |
| 1  | 01/01/1996 | Amway Classic, Auckland                     | Tier IV       | 107 500 $   | Dur (ext.)      | Sandra Cacic      | Barbara Paulus      | 6-3, 1-6, 6-4           | Tableau |
| 2  | 08/01/1996 | Schweppes Tasmanian Int’l Open, Hobart      | Tier IV       | 107 500 $   | Dur (ext.)      | Julie Halard      | Mana Endo           | 6-1, 6-2                | Tableau |
| 3  | 08/01/1996 | Peters Invitational, Sydney                 | Tier II       | 342 500 $   | Dur (ext.)      | Monica Seles      | Lindsay Davenport   | 4-6, 7-6, 6-3           | Tableau |
| 4  | 15/01/1996 | Ford Australian Open, Melbourne             | G. Chelem     | 3 970 600 $ | Dur (ext.)      | Monica Seles      | Anke Huber          | 6-4, 6-1                | Tableau |
| 5  | 29/01/1996 | Toray Pan Pacific Open, Tokyo               | Tier I        | 926 250 $   | Moquette (int.) | Iva Majoli        | Arantxa Sánchez     | 6-4, 6-1                | Tableau |
| 6  | 12/02/1996 | Open Gaz de France, Paris                   | Tier II       | 450 000 $   | Moquette (int.) | Julie Halard      | Iva Majoli          | 7-5, 7-6                | Tableau |
| 7  | 19/02/1996 | IGA Tennis Classic, Oklahoma City           | Tier III      | 164 250 $   | Dur (int.)      | Brenda Schultz    | Amanda Coetzer      | 6-3, 6-2                | Tableau |
| 8  | 19/02/1996 | Faber Grand Prix, Essen                     | Tier II       | 450 000 $   | Moquette (int.) | Iva Majoli        | Jana Novotná        | 7-5, 1-6, 7-6           | Tableau |
| 9  | 26/02/1996 | EA-Generali Ladies, Linz                    | Tier III      | 164 250 $   | Moquette (int.) | Sabine Appelmans  | Julie Halard        | 6-2, 6-4                | Tableau |
| 10 | 08/03/1996 | State Farm Evert Cup, Indian Wells          | Tier II       | 550 000 $   | Dur (ext.)      | Steffi Graf       | Conchita Martínez   | 7-6, 7-6                | Tableau |
| 11 | 21/03/1996 | The Lipton Championships, Miami             | Tier I        | 1 550 000 $ | Dur (ext.)      | Steffi Graf       | Chanda Rubin        | 6-1, 6-3                | Tableau |
| 12 | 01/04/1996 | Family Circle Mag. Cup, Hilton Head         | Tier I        | 926 250 $   | Terre (ext.)    | Arantxa Sánchez   | Barbara Paulus      | 6-2, 2-6, 6-2           | Tableau |
| 13 | 08/04/1996 | Danamon Open, Jakarta                       | Tier III      | 164 250 $   | Dur (ext.)      | Linda Wild        | Yayuk Basuki        | Forfait                 | Tableau |
| 14 | 08/04/1996 | Bausch & Lomb Championships, Amelia Island  | Tier II       | 450 000 $   | Terre (ext.)    | Irina Spîrlea     | Mary Pierce         | 6-7, 6-4, 6-3           | Tableau |
| 15 | 15/04/1996 | Japan Open, Tokyo                           | Tier III      | 164 250 $   | Dur (ext.)      | Kimiko Date       | Amy Frazier         | 7-5, 6-4                | Tableau |
| 16 | 29/04/1996 | “M” Elektronika Cup, Bol                    | Tier IV       | 107 500 $   | Terre (ext.)    | Gloria Pizzichini | Silvija Talaja      | 6-0, 6-2                | Tableau |
| 17 | 29/04/1996 | Rexona Cup, Hambourg                        | Tier II       | 450 000 $   | Terre (ext.)    | Arantxa Sánchez   | Conchita Martínez   | 4-6, 7-6, 6-0           | Tableau |
| 18 | 06/05/1996 | Lotto Open, Budapest                        | Tier IV       | 107 500 $   | Terre (ext.)    | Ruxandra Dragomir | Melanie Schnell     | 7-6, 6-1                | Tableau |
| 19 | 06/05/1996 | Italian Open, Rome                          | Tier I        | 926 250 $   | Terre (ext.)    | Conchita Martínez | Martina Hingis      | 6-2, 6-3                | Tableau |
| 20 | 13/05/1996 | Rover Championships, Cardiff                | Tier IV       | 107 500 $   | Terre (ext.)    | Dominique Monami  | Laurence Courtois   | 6-4, 6-2                | Tableau |
| 21 | 13/05/1996 | German Open, Berlin                         | Tier I        | 926 250 $   | Terre (ext.)    | Steffi Graf       | Karina Habšudová    | 4-6, 6-2, 7-5           | Tableau |
| 22 | 20/05/1996 | Internationaux de Strasbourg, Strasbourg    | Tier III      | 164 250 $   | Terre (ext.)    | Lindsay Davenport | Barbara Paulus      | 6-3, 7-6                | Tableau |
| 23 | 20/05/1996 | Open Paginas Amarillas, Madrid              | Tier II       | 250 000 $   | Terre (ext.)    | Jana Novotná      | Magdalena Maleeva   | 4-6, 6-4, 6-3           | Tableau |
| 24 | 27/05/1996 | Roland-Garros, Paris                        | G. Chelem     | 4 456 343 $ | Terre (ext.)    | Steffi Graf       | Arantxa Sánchez     | 6-3, 6-74, 10-8         | Tableau |
| 25 | 10/06/1996 | DFS Classic, Birmingham                     | Tier III      | 164 250 $   | Gazon (ext.)    | Meredith McGrath  | Nathalie Tauziat    | 2-6, 6-4, 6-4           | Tableau |
| 26 | 17/06/1996 | Wilkinson Lady Championships, Rosmalen      | Tier III      | 164 250 $   | Gazon (ext.)    | Anke Huber        | Helena Suková       | 6-4, 7-6                | Tableau |
| 27 | 17/06/1996 | Direct Line Int’l Championships, Eastbourne | Tier II       | 363 000 $   | Gazon (ext.)    | Monica Seles      | Mary Joe Fernández  | 6-0, 6-2                | Tableau |
| 28 | 24/06/1996 | The Championships, Wimbledon                | G. Chelem     | 3 392 408 $ | Gazon (ext.)    | Steffi Graf       | Arantxa Sánchez     | 6-3, 7-5                | Tableau |
| 29 | 15/07/1996 | Torneo Internationale, Palerme              | Tier IV       | 107 500 $   | Terre (ext.)    | Barbara Schett    | Sabine Hack         | 6-3, 6-3                | Tableau |
| 30 | 23/07/1996 | Summer Olympics, Atlanta                    | J. olympiques | NC          | Dur (ext.)      | Lindsay Davenport | Arantxa Sánchez     | 7-68, 6-2               | Tableau |
| 31 | 05/08/1996 | Meta Styrian Open, Maria Lankowitz          | Tier IV       | 107 500 $   | Terre (ext.)    | Barbara Paulus    | Sandra Cecchini     | 0-0, ab.                | Tableau |
| 32 | 05/08/1996 | Omnium du Maurier Ltée, Montréal            | Tier I        | 926 250 $   | Dur (ext.)      | Monica Seles      | Arantxa Sánchez     | 6-1, 7-6                | Tableau |
| 33 | 12/08/1996 | Acura Classic, Manhattan Beach              | Tier II       | 450 000 $   | Dur (ext.)      | Lindsay Davenport | Anke Huber          | 6-2, 6-3                | Tableau |
| 34 | 19/08/1996 | Toshiba Tennis Classic, San Diego           | Tier II       | 450 000 $   | Dur (ext.)      | Kimiko Date       | Arantxa Sánchez     | 3-6, 6-3, 6-0           | Tableau |
| 35 | 26/08/1996 | US Open, Flushing Meadows                   | G. Chelem     | 4 004 885 $ | Dur (ext.)      | Steffi Graf       | Monica Seles        | 7-5, 6-4                | Tableau |
| 36 | 09/09/1996 | Pupp Czech Open, Karlovy Vary               | Tier IV       | 160 000 $   | Terre (ext.)    | Ruxandra Dragomir | Patty Schnyder      | 6-2, 3-6, 6-4           | Tableau |
| 37 | 16/09/1996 | Warsaw Cup by Heros, Varsovie               | Tier III      | 164 250 $   | Terre (ext.)    | Henrieta Nagyová  | Barbara Paulus      | 3-6, 6-2, 6-1           | Tableau |
| 38 | 16/09/1996 | Nichirei International Open, Tokyo          | Tier II       | 450 000 $   | Dur (ext.)      | Monica Seles      | Arantxa Sánchez     | 6-1, 6-4                | Tableau |
| 39 | 30/09/1996 | Sparkassen Cup, Leipzig                     | Tier II       | 450 000 $   | Moquette (int.) | Anke Huber        | Iva Majoli          | 5-7, 6-3, 6-1           | Tableau |
| 40 | 07/10/1996 | Wismilak Open, Surabaya                     | Tier IV       | 107 500 $   | Dur (ext.)      | Wang Shi-Ting     | Nana Miyagi         | 6-4, 6-0                | Tableau |
| 41 | 07/10/1996 | Porsche Tennis GP, Filderstadt              | Tier II       | 450 000 $   | Dur (int.)      | Martina Hingis    | Anke Huber          | 6-2, 3-6, 6-3           | Tableau |
| 42 | 14/10/1996 | Nokia Open, Pékin                           | Tier IV       | 107 500 $   | Dur (int.)      | Wang Shi-Ting     | Chen Li Ling        | 6-3, 6-4                | Tableau |
| 43 | 14/10/1996 | European Indoors, Zurich                    | Tier I        | 926 250 $   | Moquette (int.) | Jana Novotná      | Martina Hingis      | 6-2, 6-2                | Tableau |
| 44 | 21/10/1996 | SEAT Open, Luxembourg                       | Tier III      | 164 250 $   | Moquette (int.) | Anke Huber        | Karina Habšudová    | 6-3, 6-0                | Tableau |
| 45 | 21/10/1996 | Challenge Bell, Québec                      | Tier III      | 164 250 $   | Moquette (int.) | Lisa Raymond      | Els Callens         | 6-4, 6-4                | Tableau |
| 46 | 28/10/1996 | Kremlin Cup, Moscou                         | Tier III      | 400 000 $   | Moquette (int.) | Conchita Martínez | Barbara Paulus      | 6-1, 4-6, 6-4           | Tableau |
| 47 | 28/10/1996 | Ameritech Cup, Chicago                      | Tier II       | 450 000 $   | Moquette (int.) | Jana Novotná      | Jennifer Capriati   | 6-4, 3-6, 6-1           | Tableau |
| 48 | 04/11/1996 | Bank of the West Classic, Oakland           | Tier II       | 450 000 $   | Moquette (int.) | Martina Hingis    | Monica Seles        | 6-2, 6-0                | Tableau |
| 49 | 11/11/1996 | Advanta Championships, Philadelphie         | Tier II       | 450 000 $   | Moquette (int.) | Jana Novotná      | Steffi Graf         | 6-4, ab.                | Tableau |
| 50 | 18/11/1996 | Volvo Women’s Open, Pattaya                 | Tier IV       | 107 500 $   | Dur (ext.)      | Ruxandra Dragomir | Tamarine Tanasugarn | 7-6, 6-4                | Tableau |
| 51 | 18/11/1996 | Chase Championships, New York               | Masters       | 2 000 000 $ | Moquette (int.) | Steffi Graf       | Martina Hingis      | 6-3, 4-6, 6-0, 4-6, 6-0 | Tableau |

### Double
| No | Date       | Nom et lieu du tournoi                     | Catégorie     | Dotation    | Surface         | Vainqueures                          | Finalistes                           | Score         |         |
| -- | ---------- | ------------------------------------------ | ------------- | ----------- | --------------- | ------------------------------------ | ------------------------------------ | ------------- | ------- |
| 1  | 01/01/1996 | Amway Classic Auckland                     | Tier IV       | 107 500 $   | Dur (ext.)      | Els Callens Julie Halard             | Jill Hetherington Kristine Radford   | 6-1, 6-0      | Tableau |
| 2  | 08/01/1996 | Schweppes Tasmanian Int’l Open Hobart      | Tier IV       | 107 500 $   | Dur (ext.)      | Yayuk Basuki Kyoko Nagatsuka         | Kerry-Anne Guse Park Sung-hee        | 7-6, 6-3      | Tableau |
| 3  | 08/01/1996 | Peters Invitational Sydney                 | Tier II       | 342 500 $   | Dur (ext.)      | Lindsay Davenport Mary Joe Fernández | Lori McNeil Helena Suková            | 6-3, 6-3      | Tableau |
| 4  | 15/01/1996 | Ford Australian Open Melbourne             | G. Chelem     | 3 970 600 $ | Dur (ext.)      | Chanda Rubin Arantxa Sánchez         | Lindsay Davenport Mary Joe Fernández | 7-5, 2-6, 6-4 | Tableau |
| 5  | 29/01/1996 | Toray Pan Pacific Open Tokyo               | Tier I        | 926 250 $   | Moquette (int.) | Gigi Fernández Natasha Zvereva       | Mariaan de Swardt Irina Spîrlea      | 7-6, 6-3      | Tableau |
| 6  | 12/02/1996 | Open Gaz de France Paris                   | Tier II       | 450 000 $   | Moquette (int.) | Kristie Boogert Jana Novotná         | Julie Halard Nathalie Tauziat        | 6-4, 6-3      | Tableau |
| 7  | 19/02/1996 | IGA Tennis Classic Oklahoma City           | Tier III      | 164 250 $   | Dur (int.)      | Chanda Rubin Brenda Schultz          | Katrina Adams Debbie Graham          | 6-4, 6-3      | Tableau |
| 8  | 19/02/1996 | Faber Grand Prix Essen                     | Tier II       | 450 000 $   | Moquette (int.) | Meredith McGrath Larisa Neiland      | Lori McNeil Helena Suková            | 3-6, 6-3, 6-2 | Tableau |
| 9  | 26/02/1996 | EA-Generali Ladies Linz                    | Tier III      | 164 250 $   | Moquette (int.) | Manon Bollegraf Meredith McGrath     | Rennae Stubbs Helena Suková          | 6-4, 6-4      | Tableau |
| 10 | 08/03/1996 | State Farm Evert Cup Indian Wells          | Tier II       | 550 000 $   | Dur (ext.)      | Chanda Rubin Brenda Schultz          | Julie Halard Nathalie Tauziat        | 6-1, 6-4      | Tableau |
| 11 | 21/03/1996 | The Lipton Championships Miami             | Tier I        | 1 550 000 $ | Dur (ext.)      | Jana Novotná Arantxa Sánchez         | Meredith McGrath Larisa Neiland      | 6-4, 6-4      | Tableau |
| 12 | 01/04/1996 | Family Circle Mag. Cup Hilton Head         | Tier I        | 926 250 $   | Terre (ext.)    | Jana Novotná Arantxa Sánchez         | Gigi Fernández Mary Joe Fernández    | 6-2, 6-3      | Tableau |
| 13 | 08/04/1996 | Danamon Open Jakarta                       | Tier III      | 164 250 $   | Dur (ext.)      | Rika Hiraki Naoko Kijimuta           | Laurence Courtois Nancy Feber        | 7-6, 7-5      | Tableau |
| 14 | 08/04/1996 | Bausch & Lomb Championships Amelia Island  | Tier II       | 450 000 $   | Terre (ext.)    | Chanda Rubin Arantxa Sánchez         | Meredith McGrath Larisa Neiland      | 6-1, 6-1      | Tableau |
| 15 | 15/04/1996 | Japan Open Tokyo                           | Tier III      | 164 250 $   | Dur (ext.)      | Kimiko Date Ai Sugiyama              | Amy Frazier Kimberly Po              | 7-6, 6-7, 6-3 | Tableau |
| 16 | 29/04/1996 | “M” Elektronika Cup Bol                    | Tier IV       | 107 500 $   | Terre (ext.)    | Laura Montalvo Paola Suárez          | Alexia Dechaume Alexandra Fusai      | 6-7, 6-3, 6-4 | Tableau |
| 17 | 29/04/1996 | Rexona Cup Hambourg                        | Tier II       | 450 000 $   | Terre (ext.)    | Arantxa Sánchez Brenda Schultz       | Gigi Fernández Martina Hingis        | 4-6, 7-6, 6-4 | Tableau |
| 18 | 06/05/1996 | Lotto Open Budapest                        | Tier IV       | 107 500 $   | Terre (ext.)    | Katrina Adams Debbie Graham          | Radka Bobková Eva Melicharová        | 6-3, 7-6      | Tableau |
| 19 | 06/05/1996 | Italian Open Rome                          | Tier I        | 926 250 $   | Terre (ext.)    | Arantxa Sánchez Irina Spîrlea        | Gigi Fernández Martina Hingis        | 6-4, 3-6, 6-3 | Tableau |
| 20 | 13/05/1996 | Rover Championships Cardiff                | Tier IV       | 107 500 $   | Terre (ext.)    | Katrina Adams Mariaan de Swardt      | Els Callens Laurence Courtois        | 6-0, 6-4      | Tableau |
| 21 | 13/05/1996 | German Open Berlin                         | Tier I        | 926 250 $   | Terre (ext.)    | Meredith McGrath Larisa Neiland      | Martina Hingis Helena Suková         | 6-1, 5-7, 7-6 | Tableau |
| 22 | 20/05/1996 | Internationaux de Strasbourg Strasbourg    | Tier III      | 164 250 $   | Terre (ext.)    | Yayuk Basuki Nicole Bradtke          | Marianne Werdel Tami Whitlinger      | 5-7, 6-4, 6-4 | Tableau |
| 23 | 20/05/1996 | Open Paginas Amarillas Madrid              | Tier II       | 250 000 $   | Terre (ext.)    | Jana Novotná Arantxa Sánchez         | Sabine Appelmans Miriam Oremans      | 7-6, 6-2      | Tableau |
| 24 | 20/05/1996 | World Doubles Cup Édimbourg                |               | 188 125 $   | Terre (ext.)    | Nicole Arendt Manon Bollegraf        | Gigi Fernández Natasha Zvereva       | 6-3, 2-6, 7-6 | Tableau |
| 25 | 27/05/1996 | Roland-Garros Paris                        | G. Chelem     | 4 456 343 $ | Terre (ext.)    | Lindsay Davenport Mary Joe Fernández | Gigi Fernández Natasha Zvereva       | 6-2, 6-1      | Tableau |
| 26 | 10/06/1996 | DFS Classic Birmingham                     | Tier III      | 164 250 $   | Gazon (ext.)    | Elizabeth Smylie Linda Wild          | Lori McNeil Nathalie Tauziat         | 6-3, 3-6, 6-1 | Tableau |
| 27 | 17/06/1996 | Wilkinson Lady Championships Rosmalen      | Tier III      | 164 250 $   | Gazon (ext.)    | Larisa Neiland Brenda Schultz        | Kristie Boogert Helena Suková        | 6-4, 7-6      | Tableau |
| 28 | 17/06/1996 | Direct Line Int’l Championships Eastbourne | Tier II       | 363 000 $   | Gazon (ext.)    | Jana Novotná Arantxa Sánchez         | Rosalyn Fairbank Pam Shriver         | 4-6, 7-5, 6-4 | Tableau |
| 29 | 24/06/1996 | The Championships Wimbledon                | G. Chelem     | 3 392 408 $ | Gazon (ext.)    | Martina Hingis Helena Suková         | Meredith McGrath Larisa Neiland      | 5-7, 7-5, 6-1 | Tableau |
| 30 | 15/07/1996 | Torneo Internationale Palerme              | Tier IV       | 107 500 $   | Terre (ext.)    | Janette Husárová Barbara Schett      | Florencia Labat Barbara Rittner      | 6-1, 6-2      | Tableau |
| 31 | 23/07/1996 | Summer Olympics Atlanta                    | J. olympiques | NC          | Dur (ext.)      | Gigi Fernández · Mary Joe Fernández  | Jana Novotná · Helena Suková         | 7-66, 6-4     | Tableau |
| 32 | 05/08/1996 | Meta Styrian Open Maria Lankowitz          | Tier IV       | 107 500 $   | Terre (ext.)    | Janette Husárová Natalia Medvedeva   | Lenka Cenková Kateřina Kroupová      | 6-4, 7-5      | Tableau |
| 33 | 05/08/1996 | Omnium du Maurier Ltée Montréal            | Tier I        | 926 250 $   | Dur (ext.)      | Larisa Neiland Arantxa Sánchez       | Mary Joe Fernández Helena Suková     | 7-6, 6-1      | Tableau |
| 34 | 12/08/1996 | Acura Classic Manhattan Beach              | Tier II       | 450 000 $   | Dur (ext.)      | Lindsay Davenport Natasha Zvereva    | Amy Frazier Kimberly Po              | 6-1, 6-4      | Tableau |
| 35 | 19/08/1996 | Toshiba Tennis Classic San Diego           | Tier II       | 450 000 $   | Dur (ext.)      | Gigi Fernández Conchita Martínez     | Larisa Neiland Arantxa Sánchez       | 4-6, 6-3, 6-4 | Tableau |
| 36 | 26/08/1996 | US Open Flushing Meadows                   | G. Chelem     | 4 004 885 $ | Dur (ext.)      | Gigi Fernández Natasha Zvereva       | Jana Novotná Arantxa Sánchez         | 1-6, 6-1, 6-4 | Tableau |
| 37 | 09/09/1996 | Pupp Czech Open Karlovy Vary               | Tier IV       | 160 000 $   | Terre (ext.)    | Karina Habšudová Helena Suková       | Eva Martincová Elena Pampoulova      | 3-6, 6-3, 6-2 | Tableau |
| 38 | 16/09/1996 | Warsaw Cup by Heros Varsovie               | Tier III      | 164 250 $   | Terre (ext.)    | Olga Lugina Elena Pampoulova         | Alexandra Fusai Laura Garrone        | 1-6, 6-4, 7-5 | Tableau |
| 39 | 16/09/1996 | Nichirei International Open Tokyo          | Tier II       | 450 000 $   | Dur (ext.)      | Amanda Coetzer Mary Pierce           | Park Sung-hee Wang Shi-Ting          | 6-3, 7-6      | Tableau |
| 40 | 30/09/1996 | Sparkassen Cup Leipzig                     | Tier II       | 450 000 $   | Moquette (int.) | Kristie Boogert Nathalie Tauziat     | Sabine Appelmans Miriam Oremans      | 6-4, 6-4      | Tableau |
| 41 | 07/10/1996 | Wismilak Open Surabaya                     | Tier IV       | 107 500 $   | Dur (ext.)      | Alexandra Fusai Kerry-Anne Guse      | Tina Križan Noëlle van Lottum        | 6-4, 6-4      | Tableau |
| 42 | 07/10/1996 | Porsche Tennis GP Filderstadt              | Tier II       | 450 000 $   | Dur (int.)      | Nicole Arendt Jana Novotná           | Martina Hingis Helena Suková         | 6-2, 6-3      | Tableau |
| 43 | 14/10/1996 | Nokia Open Pékin                           | Tier IV       | 107 500 $   | Dur (int.)      | Naoko Kijimuta Miho Saeki            | Yuko Hosoki Kazue Takuma             | 7-5, 6-4      | Tableau |
| 44 | 14/10/1996 | European Indoors Zurich                    | Tier I        | 926 250 $   | Moquette (int.) | Martina Hingis Helena Suková         | Nicole Arendt Natasha Zvereva        | 7-5, 6-4      | Tableau |
| 45 | 21/10/1996 | SEAT Open Luxembourg                       | Tier III      | 164 250 $   | Moquette (int.) | Kristie Boogert Nathalie Tauziat     | Barbara Rittner Dominique Monami     | 2-6, 6-4, 6-2 | Tableau |
| 46 | 21/10/1996 | Challenge Bell Québec                      | Tier III      | 164 250 $   | Moquette (int.) | Debbie Graham Brenda Schultz         | Amy Frazier Kimberly Po              | 6-1, 6-4      | Tableau |
| 47 | 28/10/1996 | Kremlin Cup Moscou                         | Tier III      | 400 000 $   | Moquette (int.) | Natalia Medvedeva Larisa Neiland     | Silvia Farina Barbara Schett         | 7-6, 4-6, 6-1 | Tableau |
| 48 | 28/10/1996 | Ameritech Cup Chicago                      | Tier II       | 450 000 $   | Moquette (int.) | Lisa Raymond Rennae Stubbs           | Angela Lettiere Nana Miyagi          | 6-1, 6-1      | Tableau |
| 49 | 04/11/1996 | Bank of the West Classic Oakland           | Tier II       | 450 000 $   | Moquette (int.) | Lindsay Davenport Mary Joe Fernández | Irina Spîrlea Nathalie Tauziat       | 6-1, 6-3      | Tableau |
| 50 | 11/11/1996 | Advanta Championships Philadelphie         | Tier II       | 450 000 $   | Moquette (int.) | Lisa Raymond Rennae Stubbs           | Nicole Arendt Lori McNeil            | 6-4, 3-6, 6-3 | Tableau |
| 51 | 18/11/1996 | Volvo Women’s Open Pattaya                 | Tier IV       | 107 500 $   | Dur (ext.)      | Miho Saeki Yuka Yoshida              | Tina Križan Nana Miyagi              | 6-2, 6-3      | Tableau |
| 52 | 18/11/1996 | Chase Championships New York               | Masters       | 2 000 000 $ | Moquette (int.) | Lindsay Davenport Mary Joe Fernández | Jana Novotná Arantxa Sánchez         | 6-3, 6-2      | Tableau |

### Double mixte
| No | Date       | Nom et lieu du tournoi         | Catégorie | Dotation    | Surface      | Vainqueures                    | Finalistes                    | Score         |         |
| -- | ---------- | ------------------------------ | --------- | ----------- | ------------ | ------------------------------ | ----------------------------- | ------------- | ------- |
| 1  | 31/12/1995 | Hyundai Hopman Cup VIII Perth  | ITF       | 700 000 $   | Dur (int.)   | Iva Majoli Goran Ivanišević    | Martina Hingis Marc Rosset    | 2 matchs à 1  | Tableau |
| 2  | 15/01/1996 | Ford Australian Open Melbourne | G. Chelem | 3 970 600 $ | Dur (ext.)   | Larisa Neiland Mark Woodforde  | Nicole Arendt Luke Jensen     | 4-6, 7-5, 6-0 | Tableau |
| 3  | 27/05/1996 | Roland-Garros Paris            | G. Chelem | 4 456 343 $ | Terre (ext.) | Patricia Tarabini Javier Frana | Nicole Arendt Luke Jensen     | 6-2, 6-2      | Tableau |
| 4  | 24/06/1996 | The Championships Wimbledon    | G. Chelem | 3 392 408 $ | Gazon (ext.) | Helena Suková Cyril Suk        | Larisa Neiland Mark Woodforde | 1-6, 6-3, 6-2 | Tableau |
| 5  | 26/08/1996 | US Open Flushing Meadows       | G. Chelem | 4 004 885 $ | Dur (ext.)   | Lisa Raymond Patrick Galbraith | Manon Bollegraf Rick Leach    | 7-66, 7-64    | Tableau |

### Podiums aux Jeux olympiques d'Atlanta
| Épreuve      | Or                                | Argent                     | Bronze                                    | 4e place                                |
| Simple dames | Lindsay Davenport                 | Arantxa Sánchez Vicario    | Jana Novotná                              | Mary Joe Fernández                      |
| Double dames | Gigi Fernández Mary Joe Fernández | Jana Novotná Helena Suková | Conchita Martínez Arantxa Sánchez Vicario | Manon Bollegraf Brenda Schultz-McCarthy |

## Classements de fin de saison
| Rang | Joueuse            |
| ---- | ------------------ |
| 1    | Steffi Graf        |
| 2    | Monica Seles       |
| 3    | Arantxa Sánchez    |
| 4    | Conchita Martínez  |
| 5    | Jana Novotná       |
| 6    | Martina Hingis     |
| 7    | Anke Huber         |
| 8    | Iva Majoli         |
| 9    | Lindsay Davenport  |
| 10   | Irina Spîrlea      |
| 11   | Karina Habšudová   |
| 12   | Brenda Schultz     |
| 13   | Barbara Paulus     |
| 14   | Amanda Coetzer     |
| 15   | Judith Wiesner     |
| 16   | Mary Joe Fernández |
| 17   | Chanda Rubin       |
| 18   | Elena Likhovtseva  |
| 19   | Magdalena Maleeva  |
| 20   | Julie Halard       |

| Rang | Joueuse            |
| ---- | ------------------ |
| 1    | Arantxa Sánchez    |
| 2    | Larisa Neiland     |
| 3    | Jana Novotná       |
| 4    | Gigi Fernández     |
| 5    | Mary Joe Fernández |
| 6    | Helena Suková      |
| 7    | Lindsay Davenport  |
| 8    | Meredith McGrath   |
| 9    | Natasha Zvereva    |
| 10   | Martina Hingis     |
| 11   | Nicole Arendt      |
| 12   | Lisa Raymond       |
| 13   | Lori McNeil        |
| 14   | Nathalie Tauziat   |
| 15   | Manon Bollegraf    |
| 16   | Chanda Rubin       |
| 17   | Kristie Boogert    |
| 18   | Brenda Schultz     |
| 19   | Caroline Vis       |
| 20   | Yayuk Basuki       |

## Fed Cup
| Date     | Lieu                                          | Surf.         | Vainqueur                                                    | Finaliste                                                         | Score |         |
| 28/09/96 | Atlantic City (New Jersey), Convention Centre | Carpet (int.) | Lindsay Davenport Mary Joe Fernández Monica Seles Linda Wild | Conchita Martínez Virginia Ruano Arantxa Sánchez Gala León García | 5-0   | Tableau |

## Sources
- (en) WTA Tour : site officiel
- (en) [PDF] WTA Tour : palmarès complet 1971-2011
- (en) [PDF] « WTA Tour : prize money leaders 1996 (au 30/12/1996) »(Archive.org • Wikiwix • Archive.is • Google • Que faire ?)